# Golok
El golok es una herramienta de corte, similar a un machete, con numerosas variantes y que puede ser encontrada en todo el archipiélago de Indonesia. Se usa como herramienta agrícola y también como arma. La palabra golok es de origen indonesio pero también se usa en Malasia y en las Filipinas dónde se conoce bajo el nombre de gulok. En Malasia, el término es sinónimo con parang, una herramienta más larga y ancha. En la región sondanesa de Java Occidental se conoce como bedog.

## Descripción

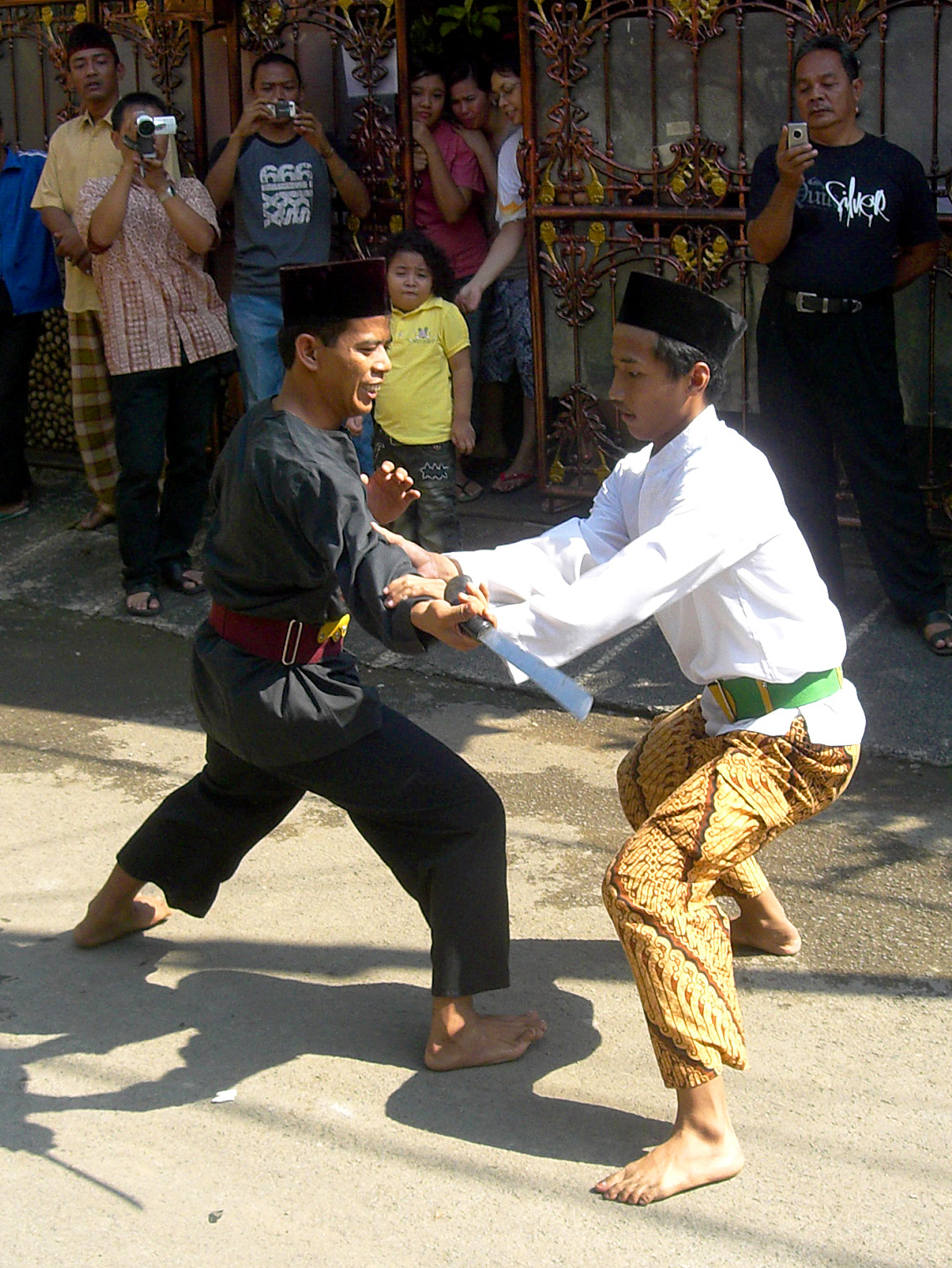
Representación de un combate con golok.

El tamaño y peso del golok puede ser variado, al igual que la forma de la hoja, pero la longitud oscila entre los 25 y 50 centímetros. Los golokes tienden a ser más pesados y cortos que los parang o machetes comunes, a menudo se usan para la poda de arbustos y ramas. La mayoría de los golokes tradicionales usan un borde convexo o un borde ahusado, haciendo menos probable que la hoja se atasque en la madera verde que con los machetes de bordes planos. La hoja es más pesada en el centro y fluye en una curva hacia una punta afilada en la punta.
El golok se hace tradicionalmente con una cuchilla de acero al carbono elástico de un revenido más suave que la de otros cuchillos grandes. Esto los hace más fáciles de afilar en el campo, aunque también requieren de una atención más frecuente. Aunque muchos fabricantes producen golokes hechos en fábrica, todavía hay fabricantes artesanales trabajando de forma activa en toda Indonesia.

## Historia
En Indonesia, el golok se asocia a menudo con el pueblo betawi y sus vecinos el pueblo sondanés. Los betawi reconocen dos tipos de golok; gablongan o bendo es la herramienta doméstica utilizada en la cocina o en el campo con fines agrícolas, y el golok simpenan o sorenam que se usa para la defensa y que tradicionalmente siempre llevan los hombres betawi. El golok es un símbolo de masculinidad y valentía en la cultura betawi. Un jawara (hombre fuerte local o campeón de pueblo) siempre tendrá un golok colgado o atado alrededor de la cintura en las caderas. Esta costumbre, sin embargo, ha decaído desde la década de 1970, cuando las autoridades comenzaron a detener públicamente a los que llevaban el golok y a confiscarlo para mantener la seguridad, la ley y el orden, y para reducir la lucha de pandillas.

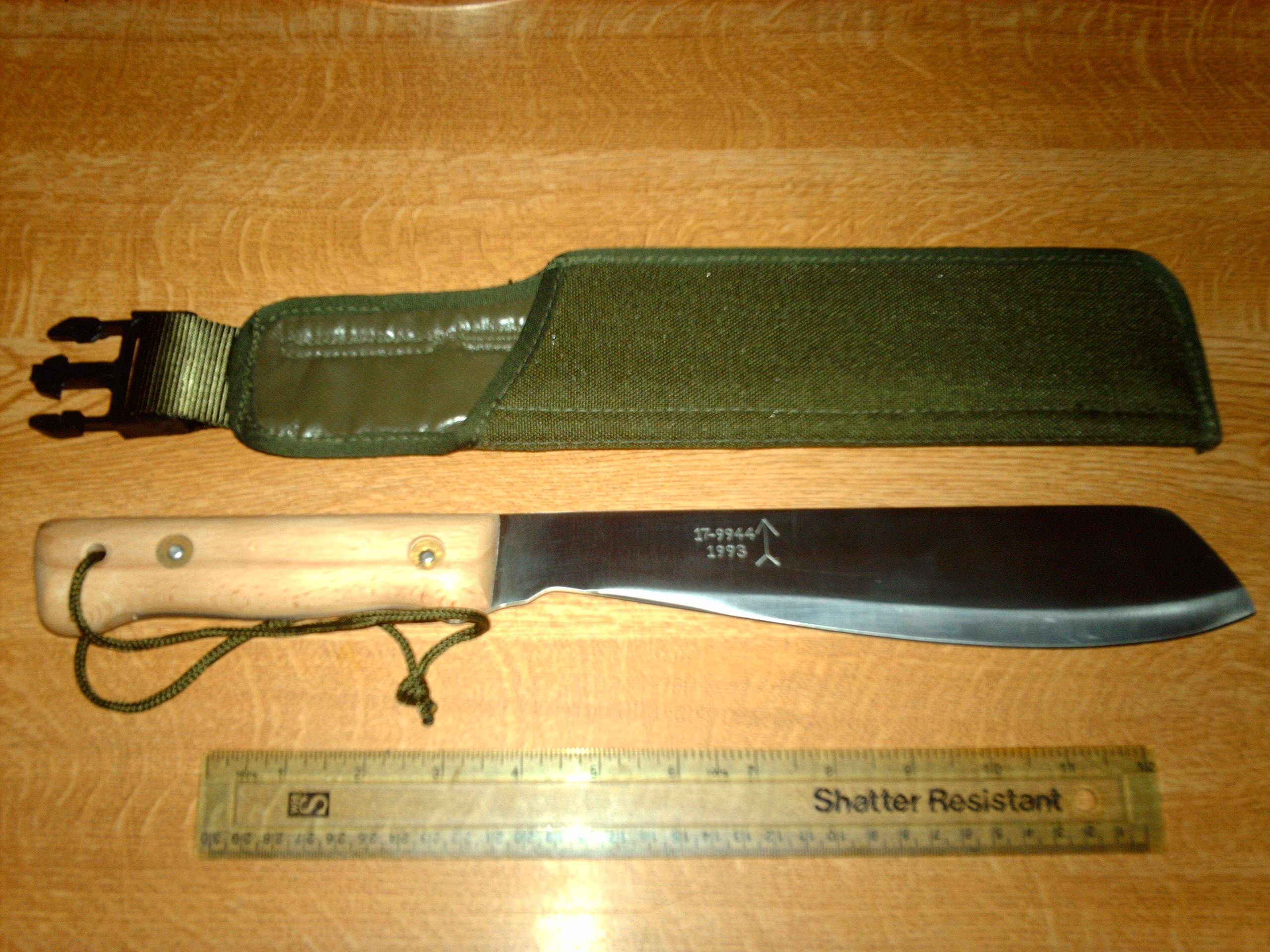
El Golok Bangkung, una variante del arma.

Se ha registrado también el uso del golok entre los sondaneses, javaneses y malayos. El uso de golok en malayo se registraba ya en el Hikayat Hang Tuah (texto de 1700) y en el Sejarah Melayu (texto de 1612).

## Uso actual
El machete de estilo golok se caracteriza por ser el patrón de los machetes utilizados por el ejército británico desde principios de la década de 1950.